# Ochetostoma griffini
Ochetostoma griffini is een lepelworm uit de familie Thalassematidae.
De wetenschappelijke naam van de soort werd in 1913 gepubliceerd door Wharton.